# الكف الجذماء
الكف الجذماء أو غاما القيطس Gamma Ceti اسمه التقليدي Kaffaljidhma مشتق من الاسم العربي. وهو نجم في كوكبة القيطس. وينتمي إلى الفئة الطيفية A2 ويبعد 82 سنة ضوئية عن الأرض ويملك قدر ظاهري +2.7 